# Cultura de Daxi
La cultura de Daxi (xinès tradicional: 大溪文化, xinès simplificat: 大溪文化, pinyin: Dàxī wénhuà) (5000-3300 aC) fou una cultura neolítica centrada a la regió de les Tres Gorges, al voltant del Iang-Tsé mitjà, Xina. La cultura anava des de l'oest de Hubei fins a l'est de Sichuan i el delta del riu de les Perles. L'arqueòleg Nels C. Nelson va descobrir l'assentament de Daxi, situat a la gorga de Qutang al voltant de Wushan, Chongqing, a la dècada de 1920. Molts jaciments arqueològics clau de la cultura Daxi, inclòs el jaciment de Daxi, van ser inundats o destruïts després de la finalització de la presa de les Tres Gorges.

## Cultura material
Els jaciments de Daxi es caracteritzen per la presència de dou (ampolles cilíndriques), paelles blanques (plats) i ceràmica vermella. El poble Daxi conreava l'arròs de manera extensa. Els jaciments de Daxi van ser dels primers de la Xina a mostrar evidències de fossats i assentaments emmurallats.
La cultura de Daxi va mostrar evidències d'interaccions culturals amb la regió del delta del riu Iang-Tsé. Els artefactes que corresonen a la paella blanca d'aquesta cultura van ser descoberts a diversos llocs del delta del riu Iang-Tsé, inclòs el tipus d'assentament de la cultura Majiabang. Per contra, els artefactes de jade als llocs de Daxi mostren una possible influència de la regió del delta del riu Iang-Tsé. La cultura Daxi va ser seguida per la cultura de Qujialing.

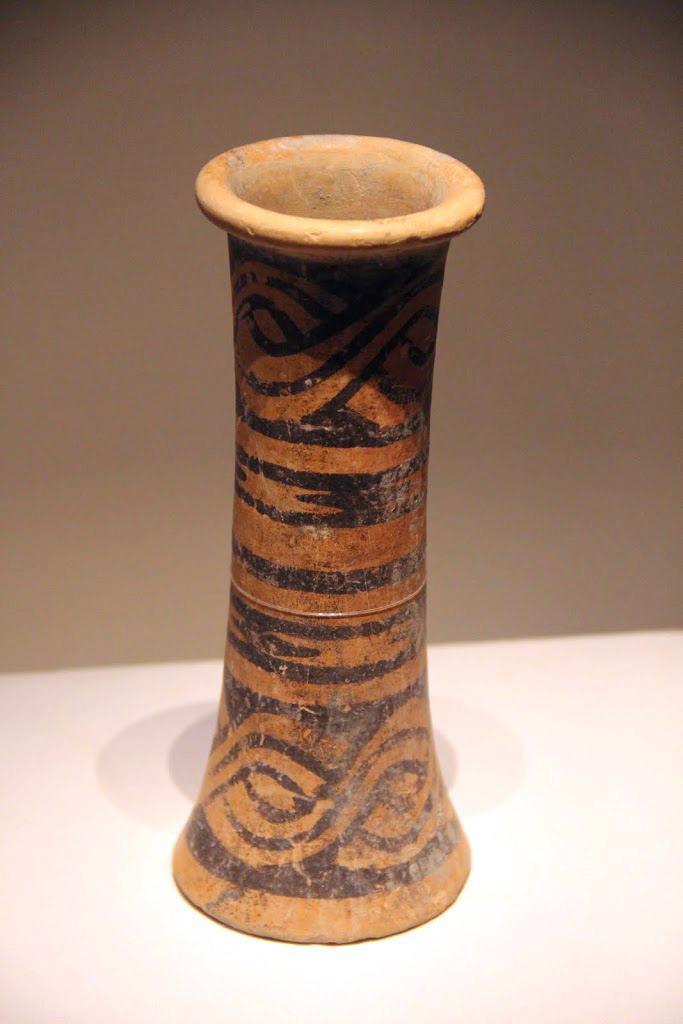
Gerro cilíndric de terrissa pintat, pertanyent a la cultura de Daxi. Fou excavat al jaciment de Daxi, al comtat de Wushan, província de Sichuan. Exposat al Museu Nacional de la Xina, Pequín.

## Població de Daxi
Es va descobrir que certes restes de Daxi posseïen una alta freqüència del haplogrup O3d del cromosoma Y, el qual no s'havia trobat en altres llocs prehistòrics de la Xina. Aquest haplogrup és molt rar en les poblacions modernes, amb una incidència significativa només entre les poblacions Hmong–Mien (10%) i Austroasiàtica (6%). Això podria indicar que els habitants de Daxi eren els avantpassats dels parlants Hmong-Mien, que posteriorment van emigrar cap al sud-oest.